# Sidney (Iowa)
Sidney település az Amerikai Egyesült Államok Iowa államában, Fremont megyében, melynek megyeszékhelye is. Lakosainak száma 1070 fő (2020. április 1.).

## Népesség
A település népességének változása:

| 2010 | 1 138 |
| 2020 | 1 070 |